# River Whitewater
River Whitewater är ett vattendrag i Storbritannien.   Det ligger i riksdelen England, i den södra delen av landet, 60 km väster om huvudstaden London.